# Mimeryssamena
Mimeryssamena es un género de escarabajos longicornios de la tribu Acanthocinini que contiene una sola especie, Mimeryssamena besucheti. La especie fue descrita por Breuning en 1971.
Se distribuye por la India. Mide aproximadamente 6 milímetros de longitud.